# Союз ТМ-14
Союз ТМ-14 — російський пілотований космічний корабель (КК) серії «Союз ТМ», типу 7К-СТМ, індекс ГРАУ 11Ф732. Серійний номер 64. Міжнародні реєстраційні номери: NSSDC ID: 1992-014A; NORAD ID: 21908.
Тринадцятий пілотований політ корабля серії «Союз ТМ» до орбітальної станції Мир. 14й пілотований політ до орбітальної станції Мир, 148й пілотований політ, 145й орбітальний політ, 74й радянський політ.
Корабель замінив Союз ТМ-13 як рятувальний апарат у зв'язку з обмеженою тривалістю експлуатації корабля.

## Екіпаж

### На старті
- Командир Вікторенко Олександр Степанович (3й політ)
- Бортінженер Калері Олександр Юрійович (1й політ)
- Космонавт-дослідник Клаус-Дітріх Фладе (1й політ)

#### Дублерний
- Командир Соловйов Анатолій Якович
- Бортінженер Авдєєв Сергій Васильович
- Космонавт-дослідник Евальд Райнхольд

#### Запасний
- Командир Корзун Валерій Григорович
- Бортінженер Лавейкін Олександр Іванович

### При посадці
- Командир Вікторенко Олександр Степанович (3й політ)
- Бортінженер Калері Олександр Юрійович (1й політ)
- Космонавт-дослідник Тоньїні Мішель Анж Шарль (1й політ)

## Інші польоти
Під час польоту корабля Союз ТМ-14:
- тривали польоти:

- російської орбітальної станції Мир з пристикованим транспортним космічним кораблем Союз ТМ-13;
- американського шатла Атлантіс (STS-45)

- закінчились польоти:

- радянського транспортного космічного корабля Союз ТМ-13;
- американського шатла Атлантіс (STS-45)

- відбулись польоти:

- американських шатлів Індевор (STS-49), Колумбія (STS-50), Атлантіс (STS-46);
- російських вантажних космічних кораблів Прогрес М-10 і Прогрес М-11;

- почався політ російського транспортного космічного корабля Союз ТМ-15.

## Політ

### Запуск Союзу ТМ-14
17 березня 1992 о 10:54:30 UTC з космодрому Байконур ракетою-носієм Союз-У2 (11А511У2) було запущено космічний корабель Союз ТМ-14 з екіпажем: командир Вікторенко Олександр Степанович, бортінженер Калері Олександр Юрійович, космонавт-дослідник Клаус-Дітріх Фладе (Німеччина).
У цей час на орбіті перебувала: орбітальна станція Мир з пристикованим космічним кораблем Союз ТМ-13.

### Стикування Союзу ТМ-14
19 березня 1992 о 12:32:50 UTC космічний корабель Союз ТМ-14 пристикувався до заднього стикувального вузла модуля Квант орбітального комплексу Мир.
Після стикування на станції перебували: командир десятого основного екіпажу Волков Олександр Олександрович, бортінженер десятого основного екіпажу Крикальов Сергій Костянтинович, командир одинадцятого основного екіпажу Вікторенко Олександр Степанович, бортінженер одинадцятого основного екіпажу Калері Олександр Юрійович, космонавт-дослідник екіпажу дев'ятих відвідин Клаус-Дітріх Фладе (Німеччина).
Фладе став другим німцем у космосі. Під час польоту він виконав 14 німецьких експериментів у рамках підготовки Німеччини до участі у проектах орбітальних станцій Фрідом і Колумбус.

### Відстикування Союзу ТМ-13
25 березня 1992 о 05:29:03 UTC космічний корабель Союз ТМ-13 з екіпажем — командир Волков Олександр Олександрович, бортінженер Крикальов Сергій Костянтинович, космонавт-дослідник екіпажу дев'ятих відвідин Клаус-Дітріх Фладе (Німеччина). відстикувався від переднього стикувального вузла базового блоку орбітального комплексу Союз ТМ-14+Мир.
Після відстикування на станції залишився одинадцятий основний екіпаж: командир Вікторенко Олександр Степанович, бортінженер Калері Олександр Юрійович,

### Посадка Союзу ТМ-13
25 березня 1992 о 07:55 UTC корабель Союз ТМ-13 увімкнув двигуни на гальмування для сходу з орбіти, о відокремився орбітальний відсік, о 08:51:22 UTC спускний апарат приземлився за 85 км на північний схід від міста Аркалик. За використання аеропортів і рятувальних вертольотів у пошуково-рятувальній операції НВО Енергія заплатила Казахстану 15 тис. $.

### Прогрес М-12
19 квітня 1992 о 21:29:25 UTC з космодрому Байконур ракетою-носієм Союз-У2 (11А511У2) було запущено вантажний космічний корабель Прогрес М-12.
21 квітня 1992 о 23:21:59 UTC Прогрес М-12 пристикувався до переднього стикувального вузла базового блоку орбітального комплексу Мир+Союз ТМ-14.
Корабель збільшив висоту польоту комплексу.
27 червня 1992 о 21:34:44 UTC вантажний космічний корабель Прогрес М-12 відстикувався від переднього стикувального вузла базового блоку орбітального компексу Мир+Союз ТМ-14.
27 червня 1992 о 23:21 UTC корабель увімкнув двигуни на гальмування для сходу з орбіти і 28 червня о 00:02:51 UTC згорів у щільних шарах атмосфери.

### Прогрес М-13 (запуск і стикування)
30 червня 1992 о 16:43:14 UTC з космодрому Байконур ракетою-носієм Союз-У2 (11А511У2) було запущено вантажний космічний корабель Прогрес М-13.
4 липня 1992 о 16:55:13 UTC Прогрес М-13 пристикувався до переднього стикувального вузла базового блоку орбітального комплексу Мир+Союз ТМ-14.

### Вихід у відкритий космос
8 липня 1992 о 12:38 UTC одинадцятий основний екіпаж станції — командир Вікторенко Олександр Степанович, бортінженер Калері Олександр Юрійович — почав вихід у відкритий космос. Космонавти перевірили можливість доступу до гіроскопів станції для ремонту. 4 з 6 гіроскопів у Модулі-Д вийшли з ладу, що погіршило управління стабільністю орбіти польоту. Перевірка була необхідною для з'ясування можливості подальшого польоту комплексу. О 14:41 UTC екіпаж закінчив вихід у відкритий космос тривалістю 2 години 03 хвилини.

### Прогрес М-13 (відстикування і знищення)
24 липня 1992 о 04:13:32 UTC вантажний космічний корабель Прогрес М-13 відстикувався від переднього стикувального вузла базового блоку орбітального комплексу Мир+Союз ТМ-14.
24 липня 1992 о 07:13 UTC корабель увімкнув двигуни на гальмування для сходу з орбіти і о 08:03:35 UTC згорів у щільних шарах атмосфери.

### Запуск Союзу ТМ-15
27 липня 1992 о 06:08:42 UTC з космодрому Байконур ракетою-носієм Союз-У2 (11А511У2) було запущено космічний корабель Союз ТМ-15 з екіпажем:  командир Соловйов Анатолій Якович,  бортінженер Авдєєв Сергій Васильович,  космонавт-дослідник Тоньїні Мішель Анж Шарль.

### Стикування Союзу ТМ-15
29 липня 1992 о 07:49:05 UTC космічний корабель Союз ТМ-15 пристикувався до переднього стикувального вузла базового блоку орбітального комплексу Мир.
Після стикування на станції перебували:  командир одинадцятого основного екіпажу Вікторенко Олександр Степанович,  бортінженер одинадцятого основного екіпажу Калері Олександр Юрійович,  командир дванадцятого основного екіпажу Соловйов Анатолій Якович,  бортінженер дванадцятого основного екіпажу Авдєєв Сергій Васильович,  космонавт-дослідник екіпажу дев'ятих відвідин Тоньїні Мішель Анж Шарль.

### Відстикування Союзу ТМ-14
9 серпня 1992 о 21:46:47 UTC космічний корабель Союз ТМ-14 з екіпажем —  командир Вікторенко Олександр Степанович,  бортінженер Калері Олександр Юрійович,  космонавт-дослідник Тоньїні Мішель Анж Шарль — відстикувався від заднього стикувального вузла модуля Квант орбітального комплексу Союз ТМ-15+Мир.
Після відстикування на станції залишився дванадцятий основний екіпаж:  командир Соловйов Анатолій Якович,  бортінженер Авдєєв Сергій Васильович.

### Посадка Союзу ТМ-14
10 серпня 1992 о 00:10 UTC корабель Союз ТМ-14 увімкнув двигуни на гальмування для сходу з орбіти, о 01:05:02 UTC спускний апарат приземлився за 136 км на південний схід від міста Джезказган.